# مادرید (نیومکزیکو)
مادرید، نیومکزیکو (به انگلیسی: Madrid) یک منطقهٔ مسکونی در ایالات متحده آمریکا است که در شهرستان سنتافه، نیومکزیکو واقع شده‌است. مادرید ۳٫۷ کیلومتر مربع مساحت و ۱۴۹ نفر جمعیت دارد و ۱٬۸۳۵ متر بالاتر از سطح دریا واقع شده‌است.